# Лашутино (Опочецкий район)
Лашутино — деревня в Опочецком районе Псковской области. Входит в состав Глубоковской волости.
Расположена у северного берега озера Велье, в 25 км к юго-востоку от города Опочка и в 8 км к юго-западу от волостного центра, деревни Глубокое.
Численность населения по состоянию на 2000 год составляла 25 человек.